# Slag bij Konodai (1538)
De Slag bij Konodai vond plaats in 1538 tijdens de Sengoku-periode van Japan. De leider van de Hojo-clan, Hojo Ujitsuna, versloeg in deze slag de troepen van een alliantie van de Satomi-clan, onder Satomi Yoshitaka, en de Ashikaga-clan, onder shogun Ashikaga Yoshiaki.